# Adut Akech
Adut Akech Bior, née le 25 décembre 1999, est une mannequin australienne d'origine sud-soudanaise, dont la famille s'est réfugiée en Australie. Depuis 2018, elle est devenue l'un des mannequins les plus demandés sur les podiums de mode.

## Biographie
Adut Akech nait dans l'actuel Soudan du Sud, le 25 décembre 1999. Sa famille, fuyant les combats dans sa région natale, s'installe à Kakuma, au Kenya. Aînée d'une fratrie de cinq enfants,, elle doit s'occuper des plus jeunes pour aider sa mère quand la famille est hébergée dans un camp au Kenya, ce qui ne lui permet pas d'être scolarisée. Elle a sept ans quand elle quitte le Kenya avec sa mère, pour se rendre, en tant que réfugiée Sud-Soudanaise, à Adélaïde, en Australie, pays qui s'ouvre aux migrants pendant une courte période,,.
Bien qu'inspirée par la carrière du mannequin Naomi Campbell, elle décline, à plusieurs reprises, vers 13 et 14 ans, les propositions d'agences de mannequins locales. Elle n'entame qu'à 16 ans, avec l'accord de sa famille une carrière dans le mannequinat. Elle signe alors un contrat avec l'agence Chadwick Models, à Sydney, en Australie. Elle fait ses débuts dans un défilé de mode local. Elle participe ensuite au Melbourne Fashion Week, où elle est prise en photo pour un casting de Yves Saint Laurent en vue du Paris Fashion Week. De retour du Melbourne Fashion Week, elle reçoit un appel de son agent lui confirmant qu'elle est retenue pour le défilé de Yves Saint Laurent. Elle prend l'avion pour Paris le lendemain, elle y fait ses débuts majeurs à la Semaine de la mode au défilé printemps-été 2017 de Yves Saint Laurent puis elle signe avec Elite Model Management un contrat d'exclusivité pour Saint-Laurent. Elle a ensuite l'opportunité de participer à des campagnes et des défilés de Yves Saint Laurent, de Valentino,, de Zara, de Moschino, de la maison Alexander McQueen, de Givenchy, Kenzo, Prada, Lanvin, Loewe, Miu Miu, l'Acné Studios, Tom Ford, Jason Wu, Bottega Veneta, Anna Sui, Calvin Klein, Burberry, Giambattista Valli, Proenza Schouler, Versace, etc. Et lors de la Fashion Week automne-hiver 2018-2019, elle est présente au total sur 32 podiums, entre New York, Milan, Londres et Paris.
S'y ajoute une présence dans différents journaux, et des couvertures de magazines. Elle participe également en 2018 au calendrier Pirelli, réalisé par Tim Walker avec uniquement des mannequins noires cette année-là, aux côtés de Sasha Lane, Lil Yachty, Sean Combs, Whoopi Goldberg, RuPaul, Naomi Campbell, Adwoa Aboah et Slick Woods.
Elle a été qualifiée, toujours en 2018, de « mannequin de la saison » par le magazine Elle pour avoir, à 19 ans, incarné la très statutaire mariée Chanel lors de la Fashion Week parisienne estivale. C'est la deuxième mannequin femme noire clôturant en mariée un défilé Chanel (la première étant été Alek Wek en 2004), avec une tenue de mariée peu conventionnelle : un tailleur veste et une jupe longue fendue en tweed, de couleur vert menthe, orné de broderies en feuillage, avec un bibi et un voile doré. Elle poursuit ensuite sa carrière sur les podiums de mode.
Depuis les années 2015, la mode fait une place plus importante aux mannequins noires et asiatiques. Pour la journalistes du Monde Maryline Baumard, elle est devenue une des chefs de file de ces nouvelles venues, et elle met à profit cette notoriété pour exprimer ses convictions. « En arrivant en Australie, j’ai promis à ma mère de terminer mes études, de lui acheter une voiture et de faire quelque chose de ma vie […]. Peu importe qui vous êtes, d’où vous venez ou ce que vous avez, tant que vous avez un rêve il est réalisable », dit-elle au magazine Vogue Australia. Et à CNN Style, elle indique que si elle est devenue un mannequin recherché, elle se sent « toujours une réfugiée »,.